# Peso constituyente
El peso constituyente fue la moneda de curso legal en la provincia de Atacama y sus alrededores durante la Revolución de 1859.

## Historia
Esta moneda surgió en el marco de la revuelta dirigida por Pedro León Gallo y sus seguidores tras el bloqueo que impusieron las fuerzas leales al gobierno del presidente Manuel Montt. Al perderse la comunicación con las provincias del sur, no hubo circulante suficiente para la economía de la zona, quedando solo algunas monedas de oro que resultaban inútiles para los negocios de menor valor. Así, se debieron acuñar monedas de plata para satisfacer la actividad, siendo las primeras fabricadas con lingotes de plata proporcionados por la propia familia Gallo.
En la antigua fundición de Alejo Molina, donde se fabricaron los cañones para la revolución, se instauró una «casa de moneda» provisional, a cargo de Anselmo Carabantes, donde se fabricaron estas monedas. Se fabricaron en total cerca de 400 mil monedas, divididas en 390 mil de un peso (un constituyente) y 10 mil de 50 centavos. Las monedas eran mandadas a hacer por el ejército revolucionario, pero también se admitía el acuñamiento a pedido del público, previa entrega del material. También se emitieron billetes o vales con valores en constituyentes poco antes del fin de la revolución.
Tras la derrota de los rebelados en la batalla de Cerro Grande, el constituyente fue declarado sin valor legal, y varias de las monedas fueron requisadas y refundidas. Algunas, no obstante, se conservan hasta el día de hoy.

## Monedas

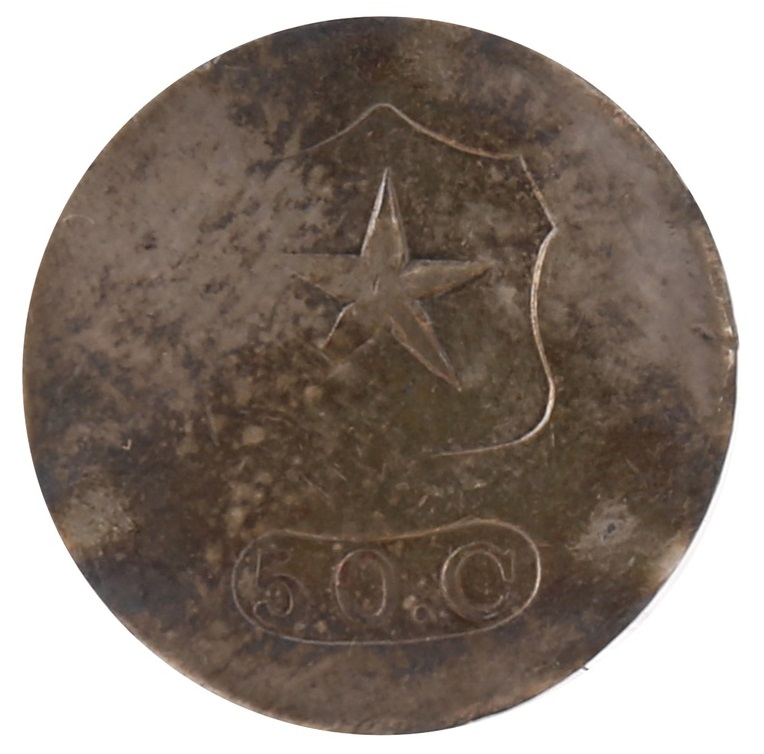
50 centavos
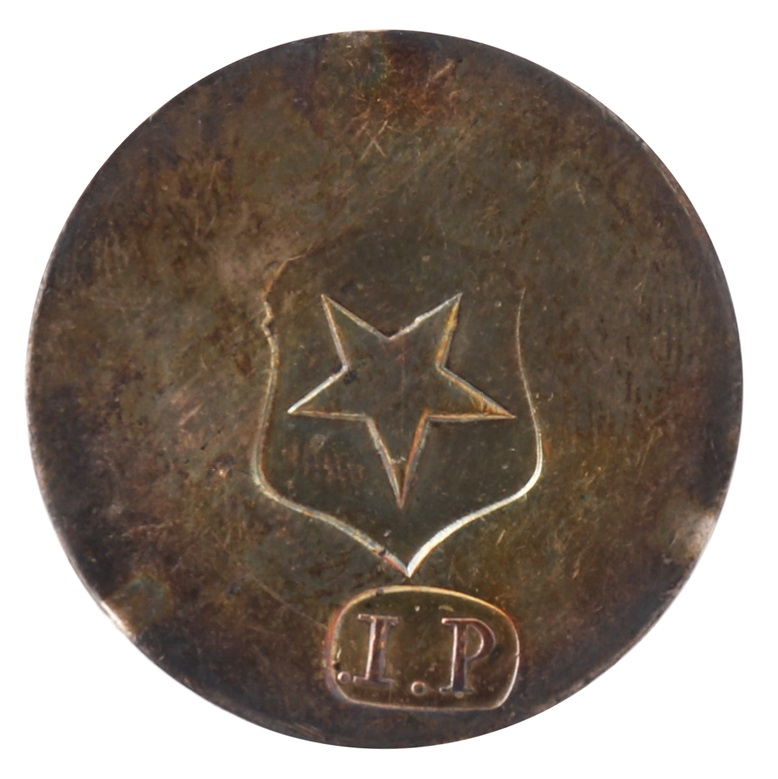
1 peso